# فوزية أمين سيدو
فوزية أمين سيدو (الكردية : Fewziya Emîn Seydo، فەوزییە ئەمین سیدۆ) هي امرأة كردية يزيدية من شمال العراق. تم القبض عليها من قبل تنظيم الدولة الإسلامية عندما كانت طفلة تبلغ من العمر 10 سنوات، أثناء الإبادة الجماعية الإيزيدية في عام 2014. أُرغمت على الزواج من مسلح فلسطيني في سوريا، وهو زواج أساء إليها جسديًا وجنسيًا، وأنجبت طفلين قبل سن الخامسة عشرة. قُتل زوجها وتم تهريبها إلى قطاع غزة في عام 2020، وبقيت في الأسر لدى عائلته. خلال حرب غزة عام 2023، دمرت غارة جوية لجيش الدفاع الإسرائيلي منزل العائلة، فهربت بمفردها إلى ملجأ أبعد في قطاع غزة. وقالت قوات الدفاع الإسرائيلية إن الغارة الجوية أدت إلى مقتل خاطفيها. كان خروج سيدو من غزة معقدًا بسبب التوترات بين العراق وإسرائيل. ومع ذلك، سُمح لها بدخول إسرائيل، حيث رافقها مسؤولون أميركيون إلى الأردن، ثم التقت بعائلتها في سنجار بالعراق. وتشير التقارير الإعلامية إلى أن إنقاذها كان نتيجة تعاون بين حكومات الولايات المتحدة وإسرائيل والعراق والأردن.

## التجارب المبكرة مع الأسر
تم اختطاف فوزية أمين سيدو من قبل تنظيم الدولة الإسلامية في 3 أغسطس 2014، قبل شهر من عيد ميلادها الحادي عشر. وقد حدث ذلك في نفس اليوم الذي اجتاح فيه تنظيم الدولة الإسلامية قضاء سنجار. تم القبض أيضًا على اثنين من إخوتها، ولكن تم إطلاق سراحهم بعد ثمانية أشهر. منذ اختطافها، لم يكن لعائلتها أي تواصل معها.
فوزية، وهي لا تزال في العاشرة من عمرها، أعطيت أولاً لرجل اغتصبها، وتحكي أنها بيعت خمس مرات، إلى "سوري، وسعودي، وسوري آخر"، ثم أخيراً إلى الجهادي الفلسطيني البالغ من العمر 24 عاماً من غزة المعروف باسم "أبو عمار المقدسي". بحلول أوائل عام 2015، تم نقل سيدو إلى الرقة، سوريا، حيث تم تزويجها قسراً. ذكرت لاحقًا في مقابلة أنها "أخبرني أنني مضطرة للنوم معه. في اليوم الثالث، ذهب إلى صيدلية وأحضر دواءً يُخدّر جزءًا من الجسم. أعطاني الدواء وبكيت."  وتعرضت لاعتداءات جنسية وجسدية مستمرة من زوجها، فحملت وأنجبت طفلين في سن مبكرة. أصبح الزوج مسيئًا بشكل متزايد، خاصة بعد الزواج من زوجة ثانية.
وزعمت حماس أن أبو عمار المقدسي كان يقاتل في صفوف المعارضة السورية، وليس تنظيم الدولة الإسلامية. بحلول نهاية عام 2018، وبعد أن هزمت قوات سوريا الديمقراطية تنظيم الدولة الإسلامية، فقدت سيدو البالغة من العمر 15 عامًا الاتصال بأبي عمار المقدسي، الذي فر إلى إدلب، التي استولى عليها الإسلاميون السنة من حكومة الأسد في عام 2015. في أوائل عام 2019، التقت به لفترة وجيزة قبل الإعلان عن وفاته.

## السفر إلى قطاع غزة
بعد أن ألقت قوات التحالف القبض على مسلح تنظيم داعش الذي اشتراها وسجنه في أحد سجون قوات سوريا الديمقراطية، تم نقل سيدو وأطفالها إلى مخيم الهول للاجئين الذي تسيطر عليه قوات سوريا الديمقراطية. ومن هناك، قام الجهاديون بتهريبهم إلى محافظة إدلب، حيث تم نقلهم بعد ذلك عبر نفق إلى تركيا. ومن هناك، أصدر لها تنظيم الدولة الإسلامية جواز سفر أردنيًا مزورًا، واستقبلتها عائلة خاطفها الفلسطيني وأطفالها في القاهرة، حيث تم تهريبهم إلى قطاع غزة، ووصلوا إلى هناك حوالي عام 2020. وبمجرد وصولها إلى هناك، تعرضت للإساءة من قبل عائلتها، التي اعتبرتها "نوعًا من العبيد المنزليين". ويبدو أنها كانت متزوجة من أحد أشقاء زوجها القديم، الذي قُتل فيما بعد أثناء قتاله ضد إسرائيل. كانت معزولة عن عائلتها ومجتمعها ووطنها ولغتها، وكل ذلك في حين كان عليها أن تعتني بأطفالها، وكانت في حالة من الضيق الشديد.
في 3 أكتوبر 2024، صرح المدير العام لشؤون الناجيات الأيزيديات بوزارة العمل والشؤون الاجتماعية العراقية أن "فوزية كانت مع أحد مسلحي داعش من قطاع غزة، وقد أخذتها والدته معها إلى القطاع قبل 4 سنوات بعد مقتل ابنها". وقال المتحدث باسم وزارة الخارجية الأمريكية ماثيو ميلر إنها "اختطفت من قبل داعش في العراق، وبيعت وأجبرت على الزواج من مقاتل من حماس في غزة، ثم انتقلت إلى غزة ضد إرادتها". وقالت في مقابلة مع إذاعة صوت أمريكا إنها اختارت الذهاب إلى غزة خوفًا من أن ترفضها عائلتها وأطفالها.

## العيش في قطاع غزة

### العلاقة مع العائلة في غزة
وذكرت أغلب المصادر أن سيدو كانت تبلغ من العمر 21 عاماً عندما غادرت قطاع غزة، إلا أن مكتب الإعلام في غزة زعم أن عمرها كان 25 عاماً. وذكرت قناة رووداو التلفزيونية العربية أن سيدو تزوج بعد انتقاله إلى قطاع غزة من الشقيق الأصغر للمسلح الفلسطيني الذي قتل في سوريا. وزعمت قوات الدفاع الإسرائيلية أن سيدو كانت محتجزة لدى "إرهابي من حماس تابع لتنظيم داعش". وزعمت قناة فوكس نيوز أنها "أُجبرت على الزواج من مقاتل مزعوم من حماس" بعد وصولها إلى غزة.
وذكرت أن حماس تعاملت معها كعبدة، وبعد هجوم السابع من أكتوبر/تشرين الأول أرسلتها حماس للعمل كعبدة في أحد المستشفيات. وأقامت هي وفتيات أخريات في مستشفى شهداء الأقصى في دير البلح، تحت حراسة مسلحة من مقاتلي حماس. وزعمت أن "جميع المستشفيات استُخدمت كقواعد لحماس. وكان جميعها مزودًا بالأسلحة. وكانت الأسلحة منتشرة في كل مكان".

### محاولات الانتحار والاحتجاز
وفي مقابلة مع صحيفة جيروزالم بوست، ذكرت فوزية أنها حاولت الانتحار عدة مرات بسبب الإساءة الشديدة التي تعرضت لها من قبل عائلة زوجها وسلطات حماس. إدخلت إلى المستشفى قسراً لمدة شهر.

### التحقيق من قبل السلطات في غزة
ذكرت سي إن إن أن فوزية قالت: "لقد ضايقتني حماس باستمرار بسبب خلفيتي الإيزيدية واتصالي بعائلتي، حتى أنهم قاموا بتهيئة هاتفي أثناء تحقيقاتهم. بعد عام، نقلوني إلى دار ضيافة."

### أسباب المغادرة
في حديث مع صحيفة جيروزالم بوست، أعربت سيدو عن خطورة ظروفها قائلة: "وضعي سيء للغاية. الوضع هنا خطير من نواحٍ عديدة. أحتاج إلى إيجاد طريقة للخروج من هنا بأسرع ما يمكن. أريد العودة إلى عائلتي". رغم شعورها بالأمان في مكانها الحالي، أعربت عن يأسها، متسائلةً عن جدوى مشاركة قصتها، قائلةً: "هل من فائدة في حديثي معكم عن حياتي، أم أنه يُرهقني فحسب؟ لأن كثيرين سألوني وأخبرتهم بكل شيء، ولكن للأسف دون جدوى". وأضافت: "أنا منهكة هنا في غزة. بين الحين والآخر، كانت حماس تأخذني وتأخذ هاتفي وتعذبني"، مشيرةً إلى أن حماس بالكاد تعمل في المنطقة التي كانت تتواجد فيها وقت المقابلة، ولا تسيطر عليها، مما يجعلها تشعر بأمان وحرية أكبر.
وزعمت حماس أنها غادرت طواعية. وأصدر المكتب الإعلامي الحكومي في غزة بياناً في 4 أكتوبر/تشرين الأول 2024 نفى فيه الرواية الإسرائيلية للأحداث.
ونقلت بي بي سي العربية بيانا مطولا من المكتب الصحفي للحكومة في غزة نفت فيه حماس معظم عناصر قصة الجيش الإسرائيلي. قالوا أنها كانت تبلغ من العمر 25 عامًا ولم تكن أسيرة. وعلى الرغم من أنها كانت تذكر باستمرار الإساءة التي واجهتها، فقد ادعت حماس أنها عاشت في غزة طوعاً ولم ترغب في المغادرة إلا بسبب الحرب، وأن جيش الدفاع الإسرائيلي "روج لرواية كاذبة وقصة ملفقة عن الفتاة الإيزيدية التي كانت في قطاع غزة وروت أحداثاً ملفقة ليس لها حقيقة أو أساس".

### التواصل مع وسائل الإعلام
نشرت سيدو مقطع فيديو على تيك توك يوضح محنتها، والذي حظي باهتمام من روداو نيوز، وهي وسيلة إعلامية كردية في العراق، والتي ساعدت لاحقًا في تحديد مكان عائلتها المنفصلة في كردستان العراق.
تم إجراء أول مقابلة مع فوزية من قبل قناة روداو نيوز في أغسطس 2023، قبل الحرب. تم إجراء المقابلة مع فوزية بواسطة المذيع ناصر علي، وكان وجهها مغطى بالكامل تقريبًا بنقاب داكن. وأجرت وسائل إعلام عراقية أخرى مقابلة مع والدها، أمين سيدو، وقالت إنه انتقد تغطية رووداو.
وذكرت بعض وسائل الإعلام الكردية أنها اعتنقت الإسلام في سوريا.
وتحدثت أيضًا إلى وسائل الإعلام الإسرائيلية قبل مغادرة قطاع غزة، مستخدمة اسم "لوسيا" (العبرية: לוסיה).

### ضربة جوية
وذكرت صحيفة جيروزاليم بوست أنها تعيش في غزة مع طفليها الصغيرين "في منزل عائلة زوجها السابق".
ستيف مامان، رجل أعمال كندي يهودي ورئيس منظمة تحرير أطفال المسيحيين واليزيديين في العراق، المعروف بجهوده لإنقاذ اليزيديين، أخبر صحيفة جيروزالم بوست في سبتمبر 2024 أن فوزية أمين سيدو هربت من خاطفيها في أواخر عام 2023 بعد مقتل خاطفها، "مقاتل حماس"، في غارة جوية إسرائيلية.
وأكد بيان الحكومة في غزة أن زوجها الثاني، الشقيق الأصغر لوالد أطفالها، قتل في غارة جوية إسرائيلية، لكنها استمرت في نفي بقية الأحداث. ولم تذكر زواجها الثاني عندما تحدثت إلى شبكة رووداو الإعلامية في أغسطس/آب 2023.

### أطفال
ولم تذكر التقارير الإخبارية الرئيسية التي نشرت عند مغادرة فوزية قطاع غزة ما حدث لأطفالها أو ما إذا كانوا قد نجوا من الغارة الجوية على منزل العائلة. ورغم طول بيان حماس الذي نشرته بي بي سي العربية، إلا أنه لم يذكر مكان وجود الأطفال أو وضعهم.

## عملية الإنقاذ
وكانت هناك عدة دول مشاركة في عملية إنقاذها أو إجلائها من قطاع غزة. أصدرت العديد من الدول والمنظمات تقارير متضاربة حول طبيعة أدوارها. وقال الجيش الإسرائيلي (ومصادر متعاطفة) إنها محتجزة لدى أحد المسلحين في غزة وأن الجيش الإسرائيلي أنقذها. أصدر مكتب الإعلام الحكومي في غزة بيانًا في 4 أكتوبر 2024 يتناقض مع معظم عناصر الرواية الإسرائيلية للأحداث، وقالوا إنها اختارت المغادرة بسبب الحرب. وأشادت وزارة الخارجية العراقية بالمجموعات من العراق والأردن والولايات المتحدة لعودة فوزية سالمة إلى وطنها، لكنها لم تذكر أي تورط إسرائيلي.
وقد طال أمد عملية الإنقاذ وتم تأجيلها مرارا وتكرارا بسبب التوترات بين العراق وإسرائيل. في 3 أكتوبر 2024، أكدت التقارير إطلاق سراح سيدو من غزة. وقالت المخابرات الإسرائيلية إنها اكتشفت وضعها، وتواصلت مع السلطات الأميركية للحصول على مزيد من المساعدة. وأشار تقرير صادر عن جيش الدفاع الإسرائيلي إلى أن العملية شملت التنسيق بين مكتب تنسيق أعمال الحكومة في المناطق التابع لجيش الدفاع الإسرائيلي، والسفارة الأمريكية في القدس، وأعضاء آخرين في المجتمع الدولي. وفي النهاية سُمح لسيدو بدخول إسرائيل عبر معبر كرم أبو سالم الحدودي، حيث تلقت الغذاء والرعاية الطبية الأساسية، قبل أن يرافقها مسؤولون أمريكيون إلى الأردن عبر جسر اللنبي. وصلت سيدو إلى بغداد في صباح الثاني من أكتوبر، ورافقها ضباط من المخابرات العراقية إلى الموصل، حيث التقت بوالدتها وبقية أفراد أسرتها الناجين.

## ردود الفعل على عودتها إلى المنزل
وأعلنت إسرائيل والعراق بشكل منفصل عن عودة فوزية إلى والديها وإخوتها. وبعد أن غادرت قطاع غزة، أشار العميد إيلاد جورين، الذي يشرف على الجهود الإنسانية الإسرائيلية في غزة، إلى أن سيدو بدت في حالة بدنية جيدة، لكنها "لم تكن في حالة عقلية جيدة" بعد سنوات من الإساءة اليومية. وقد قدم سلوان سنجاري، المسؤول في وزارة الخارجية العراقية، تقريراً مماثلاً.

## روابط خارجية
- Agonizing journey of a Yazidi ISIS bride from Shingal to Palestine (Interview) (بالكردية والإنجليزية). Iraqi Kurdistan and Palestine: Rûdaw English www.youtube.com/@Rudaw-English. 6 أغسطس 2023 [6 August 2023]. مؤرشف من الأصل (TV news report) في 2024-11-30. اطلع عليه بتاريخ 2024-11-12.